# Maurice Germot
Marie Claude Maurice Germot (* 17. November 1882 in Vichy; † 6. August 1958 ebenda) war ein französischer Tennisspieler.

## Leben
Zusammen mit Max Décugis gewann Germot neunmal – 1904 sowie von 1906 bis 1920, lediglich unterbrochen durch den Ersten Weltkrieg – die Doppelkonkurrenz der Französischen Meisterschaften. Im Einzel siegte er dort 1905, 1906 und 1910. Mit Décugis wurde er auch Meister bei den deutschen Meisterschaften 1902.
Bei den Olympischen Zwischenspielen 1906 in Athen gewann er im Tenniswettbewerb Gold im Doppel (mit Max Décugis) und Silber im Einzel. 1912 gewann er bei den Olympischen Spielen zusammen mit André Gobert die Goldmedaille im Doppel. Zu seinen internationalen Erfolgen zählen zudem das Viertelfinale bei den World Hard Court Championships sowie in Wimbledon 1914. 1913 stand er im Finale der World Covered Court Championship in Stockholm, wo er Anthony Wilding unterlag. In Wimbledon ging er insgesamt viermal an den Start (1908, 1912–1914). Für die französische Davis-Cup-Mannschaft spielte er in drei Begegnungen und gewann eines von sieben Matches.